# Robert Wiedersheim

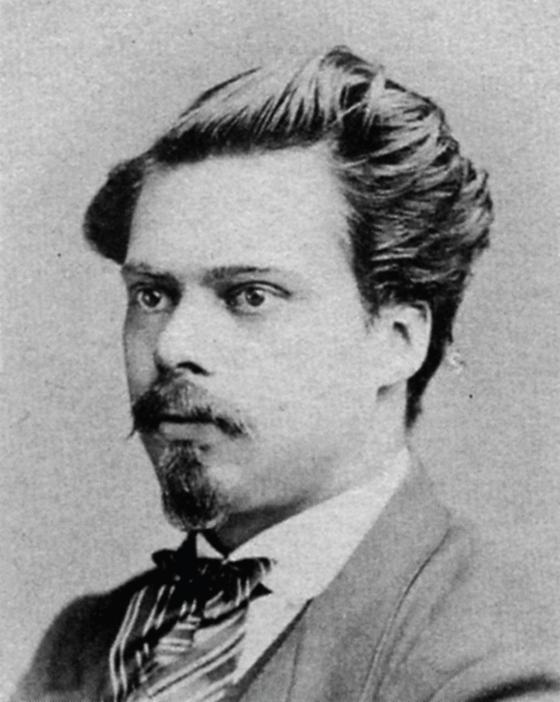
Robert Ernst Eduard Wiedersheim, prawdopodobnie na początku 1874 w atelier Alfredo Noacka w Genui

Robert Ernst Wiedersheim (ur. 21 kwietnia 1848 w Nürtingen, zm. 12 lipca 1923 w Schachen am Bodensee) – niemiecki anatom. W 1893 opublikował szeroko cytowaną listę 86 narządów szczątkowych u człowieka.

## Wybrane prace
- The Structure of Man: An Index to His Past History. Second Edition. Translated by H. and M. Bernard. London: Macmillan and Co. 1895